# Jane Parker-Smith
Jane Parker-Smith (* 20. Mai 1950 in Northampton; † 24. Juni 2020 in London) war eine britische Organistin.
Jane Parker-Smith studierte am Royal College of Music bei Nicolas Kynaston und in Paris  bei Jean Langlais. Mit 20 Jahren debütierte sie an der Westminster Cathedral und konzertierte zwei Jahre später bei den Promenadenkonzerten der BBC in der Royal Albert Hall. In der Folge trat sie in Europa, Nord- und Südamerika sowie in Fernost auf. Ihre Interpretationen wurden von der BBC sowie deutschen und schweizerischen Fernsehsendern ausgestrahlt.
2020 verstarb sie im Alter von 70 Jahren.

## Tondokumente
- Jane Parker-Smith at the Grand Organ of Armagh Cathedral. ASV Records.
- Louis James Alfred Lefébure-Wély. Romantische Orgelmusik. Jane Parker-Smith on the organ of St Nikolaus, Bergen-Enkheim, Frankfurt am Main. Motette-Verlag.
- Popular French Romantics Volume 1. Jane Parker-Smith on the organ of Coventry Cathedral. ASV Records.
- Popular French Romantics Volume 2. Jane Parker-Smith on the organ of Beauvais Cathedral. ASV Records.
- Saint-Saëns - Symphony No. 3 ‘The Organ‘. London Philharmonic Orchestra. EMI Classics.
- Widor Organ Symphonies 5 & 7. Jane Parker-Smith on the organ of St Eustache, Paris. ASV Records.
- Janacek: Glagolitic Mass & Sinfonietta. City of Birmingham Symphony Orchestra (Dirigent: Simon Rattle). EMI Classics.
- Romantic and Virtuoso Works for Organ (Vol. 1). Jane Parker-Smith at the Goll organ of St. Martin Memmingen. Avie Records.
- Romantic and Virtuoso Works for Organ (Vol. 2). Jane Parker-Smith at the Great Seifert Organ of St. Marien Basilika Kevelaer. Avie Records.
- Romantic and Virtuoso Works for Organ (Vol. 3). Jane Parker-Smith at the Organ of the Church of St. Gudula in Rhede. Avie Records.